# Jüdischer Friedhof (Sienno)

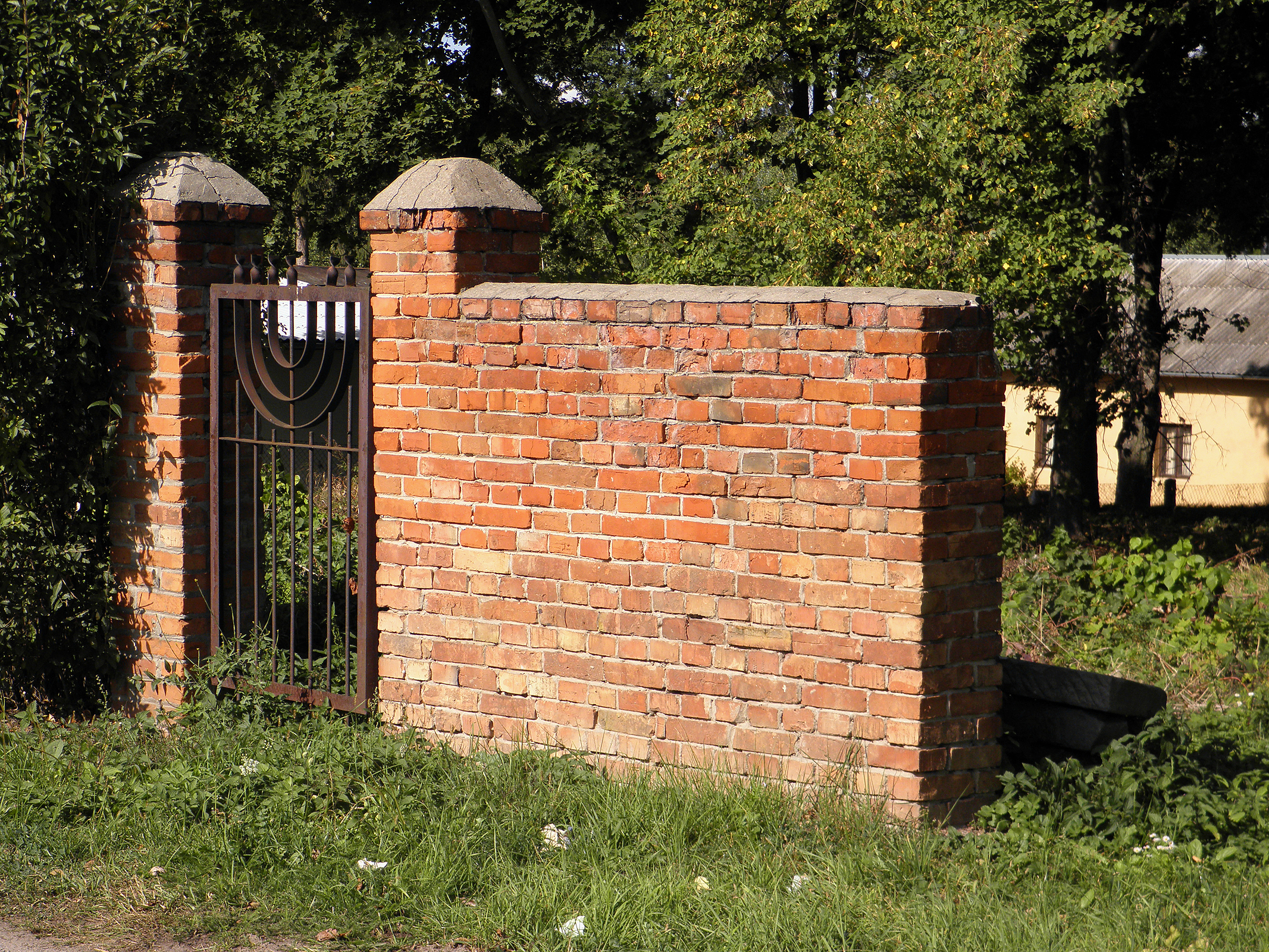
Eingang zum jüdischen Friedhof in Sienno

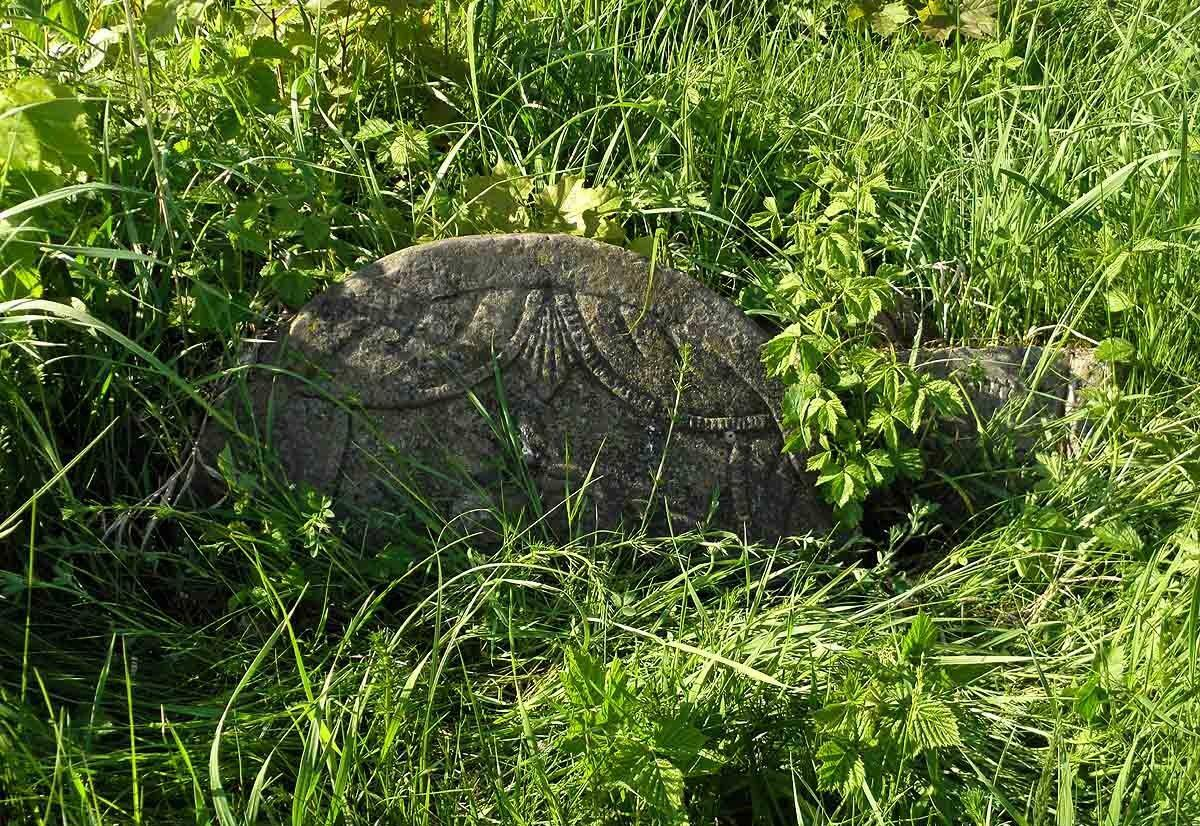
Grabstein

Der Jüdische Friedhof in Sienno, einer polnischen Stadt in der Woiwodschaft Masowien, wurde im 18. Jahrhundert angelegt. Der jüdische Friedhof ist ein geschütztes Kulturdenkmal.
Auf dem 8000 Quadratmeter großen Friedhof sind heute nur noch wenige Grabsteine erhalten.